# 크루세이더 킹즈 2
《크루세이더 킹즈 2》(Crusader Kings II)는 중세를 배경으로 하는 대전략 게임의 하나로, 패러독스 개발 스튜디오가 개발하고 패러독스 인터랙티브가 배급하였다. 이 게임은 《크루세이더 킹즈》의 후속작이다. 2012년 2월 14일 마이크로소프트 윈도우용으로 출시되었다. 파라독스 인터랙티브 최초로 macOS를 대상으로 회사 내부에서 개발된 버전은 2012년 5월 24일에 출시되었다. 리눅스 버전 또한 2013년 2월 14일에 출시되었다. 오늘날까지 파라독스의 가장 성공적인 릴리스 가운데 《시티즈: 스카이라인》에 이어 2위를 차지하고 있으며, 1백만 본 이상을 판매하였다.

## 주요 DLC 목록
- Sword of Islam
- Legacy of Rome
- Sunset Invasion
- The Republic
- The Old Gods
- Sons of Abraham
- Rajas of India
- Charlemagne
- Way of Life
- Horse Lords
- Conclave
- The Reaper's Due
- Monks and Mystics
- Jade Dragon
- Holy Fury

## 평가
| 평가 |        |
| --- | ------ |
| 통합 점수 통합사 점수 메타크리틱 82/100 [ 4 ] 평론 점수 평론사 점수 게임스팟 8/10 [ 5 ] IGN 8/10 [ 6 ] PC 파워플레이 7/10 [ 7 ] |        |
| 통합 점수 |        |
| 통합사 | 점수   |
| 메타크리틱 | 82/100 |
| 평론 점수 |        |
| 평론사 | 점수   |
| 게임스팟 | 8/10   |
| IGN | 8/10   |
| PC 파워플레이 | 7/10   |

## 같이 보기
- 크루세이더 킹즈 3